# Убивать шутя 2
«Убивать шутя 2» (англ. Killjoy 2: Deliverance from Evil) — американский фильм ужасов 2002 года режиссёра Тамми Саттон, продолжение фильма 2000 года «Убивать шутя». Бюджет в 5 раз меньше оригинала, но оформление лучше.

## Сюжет
Двое детективов забирают группу трудных подростков и везут их на микроавтобусе в пансион. Однако автобус посреди пустынной дороги, окружённой лесом, да ещё и ночью внезапно глохнет, а помощи получить неоткуда. Один из подростков по кличке Рэй-Рэй направляется на поиски телефона, забирается в какой-то покосившийся дом около дороги и внезапно получает пулю в живот из ружья от разбуженных хозяев. Узнав об этом один из детективов, в свою очередь, убивает хозяев дома. В итоге герои имеют сломанный микроавтобус, нерабочие мобильные телефоны и, к тому же, раненого подростка. Однако в поисках помощи компания направляется через лес в неизвестном направлении и, по истечении некоторого времени, натыкаются на дом ведьмы, практикующей магию Вуду. Ведьма соглашается помочь Рэй-Рэю и начинает делать, что может, а в это время предоставленные самим себе двое других подростков случайно вызывают клоуна-демона Килджоя — антагониста первого фильма, который снова начинает убивать людей и при этом громко и ехидно смеяться.

## В ролях
| Актёр                 | Роль                     |
| --------------------- | ------------------------ |
| Чарльз Остин Маккрэнн | Николас Гордон           |
| Вэйлэнд Джереми Бойд  | Офицер Майк Доннели      |
| Бобби Мэрсден         | Офицер Крис Уайт         |
| Аарон Браун           | File Clerk               |
| Логан Александр       | Лейтенант Харрис Реддинг |
| Дебби Рошон           | Дениз Мартинес           |
| Николь Пуллиам        | Сессиль Вашингтон        |
| Чойс Скиннер          | Рэймонд «Рэй-Рэй» Мартин |
| Олимпия Фернандес     | Шарлотта Дэвис           |
| Джермейн Чизборо      | Эдди Джаспер             |
| Тамми Саттон          | Лили                     |
| Ронда Клербо          | Каджа Бустцо             |
| Трент Хаага           | Килджой                  |

## Художественные особенности

### Убийства в фильме
Момент нанесения тяжёлых ран человеку Клоуном-убийцей, влекущих за собой смерть, в фильме не демонстрируется, либо демонстрируется в таком ракурсе, в котором невозможно точно разглядеть механизм таких увечий. Однако в фильме демонстрируется конечный результат. Среди убийств в фильме имеются: протыкание головы трубой, полосование лица ножом, убийство с помощью игрушечных челюстей и т. д.

### Актёрский состав
Большинство актёров фильма были членами съемочной группы. Даже режиссёр фильма снялась в небольшой роли.

### Оформление Килджоя
Облик Килджоя в сиквеле сильно отличается от оригинала. В первой части Килджой больше напоминал обычного клоуна и был жуток только острыми гнилыми зубами. В сиквеле же Килджой был представлен как настоящее чудовище, имея кучу складок на лице, прорези вокруг глаз (которые получили белые радужные оболочки) и другой костюм. Также в предыдущей части Килджой был ожившей куклой, здесь он представлен духом смерти.